# コウライケツギョ
コウライケツギョ (Siniperca scherzeri) はケツギョ科ケツギョ属に分類される魚類。

## 分布
朝鮮半島の漢江や大同江流域と中国東北部のアムール川、遼河流域、東部の黄河、淮河、長江、浙江省、珠江などの流域に分布する。

## 特徴
成魚は全長40-50cmとなる。体は側扁するが、ケツギョよりも細長く、体長は体高の約3.4倍程度。吻は前に突き出ていて、口が大きい。尾鰭（おびれ）はうちわのような円形をしている。背鰭（せびれ）は前後で形態が異なり、前部には硬い刺がある。体色は淡褐色から紫色で、暗褐色で不規則または環状の豹柄模様があり、周辺環境に紛れる保護色となる。腹鰭・背鰭の後部・尾鰭の各軟条部には褐色の黒点が並び、全体で軟条を横切る帯模様に見える。

## 生態
河川の中・上流域の渓流、ダムなどに生息する淡水魚である。食性は肉食で、魚類・水生昆虫・甲殻類等を食べる。単独で岩陰に隠れ、獲物を待つ。捕獲行動は素早いが、捕獲が終わると定位置に戻り、次の餌を待つ行動を取る。水温が下がる秋の終わり頃から冬期の活動は少なく、3月頃から動きが活発になって、肉付きも良くなる。産卵期は5-6月で、石や砂地の浅い場所で産卵する。

## 人間との関係
日本では冬季の低水温にも耐性があること・仮に定着した場合に在来種への直接的および間接的影響が懸念されることから、2005年12月に特定外来生物に指定されている（2006年2月に施行）。
同属の魚に「鱖魚」（ケツギョ）があり、この同属種で、朝鮮半島に多く生息することからコウライケツギョと呼ばれる。朝鮮語ではソガリ（쏘가리）と呼ばれる。中国語では「斑鱖」（バングイ、bānguì）もしくは「銭斑鱖」（チエンバングイ、qiánbānguì）と呼ばれる。中国の地方名に「花鱸」、「火燒桂」、「烏桂」、「黄花桂」、「邦邦鱖」、「黒鱖」などがある。属名Sinipercaは、「中国（Sini）のパーチ（Perca）」を意味する。
白身で癖がなく、歯ごたえがあり、小骨がないため、朝鮮では中国と同様に高級食材として扱われている。スズキ目の淡水魚の内で、最も美味とされる。旬は活動が活発となり、産卵前の春ごろとされる。捕獲量が少ない高級魚のため、献上品として「天子魚」とも称された。メウンタンなどの唐辛子を使った鍋料理、刺身などにして食べる事が多い。中国ではケツギョと同様に、蒸し魚やから揚げなどにして食べられる。
朝鮮においては、ソウル漢江に生息するアルビノで、黄色く豹柄の少ない「ホワンソガリ」（黄ソガリ。황쏘가리）が1967年に天然記念物（天然記念物第190号）に指定され、保護されている。 
中国東北部の、鴨緑江雲峰地区においては、サケ科のチョウセンウオノハナ Thymallus arcticus yaluensis と共に保護動物に指定されている。